# Шиманів Андрій
Шиманів (Шиманов) Андрій Львович (1836–1901) — педагог, громадський діяч, учитель історії в Полтавському кадетському корпусі.

## Життєпис
1862—1869 за український «сепаратизм» був на засланні, опісля адвокат у Харкові. Співробітник Кіевскої старини.